# Ronald Gillespie
Pour les articles homonymes, voir Gillespie.
Ronald J. Gillespie, C. M., né le 21 août 1924 à Londres et mort le 26 février 2021, professeur de chimie à l'Université McMaster au Canada, est spécialiste du domaine de la géométrie moléculaire. Il fut nommé membre de l'Ordre du Canada le 29 juin 2007.
Il a fait ses études à l'Université de Londres, où il a obtenu un baccalauréat en sciences en 1945, un doctorat (Ph. D.) en 1949 et un doctorat (D. Sc.) en 1957. Il était chargé de cours à l'University College de Londres en Angleterre de 1950 à 1958. En 1958 il déménagea à l'Université McMaster à Hamilton en Ontario (Canada), où il devint professeur titulaire en 1960. Il finit sa carrière comme professeur émérite. Il fut nommé membre de la Société royale du Canada en 1965.
Ronald Gillespie a travaillé sur le modèle VSEPR de la géométrie moléculaire, qu'il a développé lui-même avec le professeur Ronald Nyholm. Il a écrit plusieurs livres sur cette théorie.
Il a aussi travaillé sur l'interprétation du rayon de covalence de l'atome de fluor. Pour la plupart des atomes, le rayon de covalence égale la moitié de la longueur d'une liaison simple entre deux atomes identiques dans une molécule neutre. Le calcul est plus difficile au cas du fluor à cause de son électronégativité élevée et son petit rayon atomique. Gillespie a effectué une évaluation théorique de ce rayon de covalence à l'aide d'un examen des longueurs de liaison entre le fluor et plusieurs autres atomes.

## Publications (en anglais)
- Chemical Bonding and Molecular Geometry : From Lewis to Electron Densities (Topics in Inorganic Chemistry) by Ronald J. Gillespie and Paul L. A. Popelier
- Atoms, Molecules and Reactions : An Introduction to Chemistry by Ronald J. Gillespie
- Chemistry by Ronald J. Gillespie, David Humphreys, Colin Baird, and E. A. Robinson